# Хайнрих Беренгар
Хайнрих-Беренгар или Хайнрих VI (на немски: Heinrich-Berengar; Heinrich VI, * 1137, † 1150) от династията Хоенщауфен, e римско-немски крал от 1147 г. до смъртта си.

## Биография
Той е най-големият легитимен син на римския крал Конрад III и на Гертруда фон Зулцбах, дъщеря на граф Беренгар I от Зулцбах. Майка му е сестра на императрица Берта фон Зулцбах (Ирина), съпругата на византийския император Мануил I Комнин. Второто си име Беренгар получава от дядо му.
През март 1147 г. на имперското събрание във Франкфурт на Майн баща му го избира за съ-крал и го коронясва на 30 март в Аахен. Баща му го подготвя за управлението и в писма до император Мануил I Комнин и жена му императрица Ирина го хвали като победител в битката при Флохберг 1150 г.
Младият крал умира през 1150 г., две години преди баща си, и е погребан в манастир Лорх.
Той е брат на Фридрих фон Ротенбург († 1167), херцог на Швабия.